# Спас Мавров
Спас Гроздов Мавров е български скулптор, писател, журналист, езотерик и изследовател на тенгризма.
Спас Мавров завършва ВТУ „Св. Св. Кирил и Методий“, факултет „Изобразително изкуство“ със специалност „Специалист по изобразителни изкуства“, профил скулптура.
По университетската си специалност работи предимно малката пластика и миниатюра в бижутерството – резба върху скъпоценни камъни. Участва в общи и регионални изложби. Творбите му са притежание на колекции в: Италия (Ватикана), Германия, САЩ, Англия, Гърция, Испания, Дания, Словакия, Русия, Австрия, Португалия и други места, също и в България.
В научната си работа участва с доклади в Международни симпозиуми и семинари в областта на археологията, палеоастрономията и сакралното значение на художествените артефакти. Някои от тези негови участия се явяват Първият международен симпозиум по тракология „Севтополис“ – 1994, Семинарът на Оксфордския университет (Оксфорд'94), Международният конгрес по парапсихология (1992), Международната научна конференция „България в световната история и цивилизация – дух и култура“ (2000 – 2015), Националната конференция по тракология в гр. Казанлък (2008) и други.

## Публикации
- Мавров, Спас. Свръхсетивност: Третото око. Ясновидство. Епилепсията.   ХеликонПрес, 1995. ISBN 954-8197-08-1. с. 56.
- Мавров, Спас. Теория на енергийния обмен (обща част).   Варна, Колор Принт-ПАК, 1996. ISBN 9548284618. с. 160.
- Мавров, Спас. Балканите – жлеза на времето.   Варна, Данграфик, 2002. ISBN 954-90429-8-7. с. 40.
- Мавров, Спас. Дванайсетте тайнства на Христос.   Варна, Данграфик, 2003. ISBN 9549112527. с. 90.
- Мавров, Спас. Пътят на пробудената душа. Астрология на траките.   Варна, Данграфик, 2005. ISBN 9549418057. с. 285.
- Мавров, Спас. Колобър. Тайните на Тангризма.   Варна, Данграфик, 2008. ISBN 9789549418347. с. 160.
- Мавров, Спас. Български вълшебни сакрални приказки.   Варна, Данграфик, 2009. ISBN 978-954-9418-41-5. с. 368.
- Мавров, Спас. Алхимията като наука: Учението на Танг Ра.   Велико Търново, Абагар, 2015. ISBN 9786191681198. с. 488.
- Мавров, Спас. Речник на сакралните думи в тангризма.   София, Абагар, 2016. ISBN 9786191681594. с. 240. Архив на оригинала от 2022-07-03 в Wayback Machine.